# Stibara nigrovittata
Stibara nigrovittata är en skalbaggsart som beskrevs av Stephan von Breuning 1954. Stibara nigrovittata ingår i släktet Stibara och familjen långhorningar.
Artens utbredningsområde är Myanmar. Inga underarter finns listade i Catalogue of Life.